# Волейбол на летних Олимпийских играх 1992 (квалификация)

## Мужчины
Квалификация (отборочный турнир) волейбольного турнира Игр XXV Олимпиады среди мужчин прошла с 10 по 15 мая 1992 года во Франции и Нидерландах с участием 12 национальных сборных команд. Было разыграно две путёвки на Олимпийские игры.
От квалификации освобождены 10 сборных:
 Испания — хозяин Олимпиады;
 США — олимпийский чемпион 1988 года;
 Куба — обладатель Кубка мира 1989 года;
 Италия — чемпион мира 1990 года;
 СССР — чемпион Европы 1991 года;
 Япония — чемпион Азии 1991 года;
 Бразилия — чемпион Южной Америки 1991 года;
 Алжир — чемпион Африки 1991 года;
 Канада — по итогам чемпионата Северной, Центральной Америки и Карибского бассейна 1991 года (бронзовый призёр);
 Южная Корея — по итогам Кубка мира 1991 года (лучшая из не имевших олимпийской путёвки команд).

### Команды-участницы
Франция, Нидерланды — страны-организаторы;
Австралия, Аргентина, Болгария, Египет, Камерун, Китай, Перу, Польша, Финляндия, Югославия — по итогам континентальных чемпионатов 1991 года.

### Результаты

#### Группа А
10—15.05.1992. Монпелье (Франция).
| М | Команда   | 1   | 2   | 3   | 4   | 5   | 6   | И | В | П | С/П   | О  |
| - | --------- | --- | --- | --- | --- | --- | --- | - | - | - | ----- | -- |
| 1 | Франция   |     | 3:2 | 3:1 | 3:1 | 3:0 | 3:0 | 5 | 5 | 0 | 15:4  | 10 |
| 2 | Югославия | 2:3 |     | 2:3 | 3:0 | 3:1 | 3:0 | 5 | 3 | 2 | 13:7  | 8  |
| 3 | Финляндия | 1:3 | 3:2 |     | 1:3 | 3:1 | 3:1 | 5 | 3 | 2 | 11:10 | 8  |
| 4 | Аргентина | 1:3 | 0:3 | 3:1 |     | 3:0 | 1:3 | 5 | 2 | 3 | 8:10  | 7  |
| 5 | Австралия | 0:3 | 1:3 | 1:3 | 0:3 |     | 3:1 | 5 | 1 | 4 | 5:13  | 6  |
| 6 | Камерун   | 0:3 | 0:3 | 1:3 | 3:1 | 1:3 |     | 5 | 1 | 4 | 5:13  | 6  |

10 мая: Финляндия — Камерун 3:0 (15:5, 15:10, 9:15, 15:6); Югославия — Австралия 3:1 (11:15, 15:5, 15:3, 15:10); Франция — Аргентина 3:1 (15:5, 12:15, 15:4, 15:10).
11 мая: Югославия — Аргентина 3:0 (15:9, 15:7, 15:7); Австралия — Камерун 3:1 (15:11, 9:15, 15:10, 17:16); Франция — Финляндия 3:1 (15:10, 12:15, 15:9, 16:14).
12 мая: Финляндия — Югославия 3:2 (11:15, 4:15, 15:7, 15:7, 15:12); Аргентина — Австралия 3:0 (15:8, 15:4, 15:2); Франция — Камерун 3:0.
14 мая: Аргентина — Финляндия 3:1 (14:16, 15:11, 15:13, 15:10); Югославия — Камерун 3:0; Франция — Австралия 3:0 (15:2, 15:8, 15:7).
15 мая: Финляндия — Австралия 3:1 (15:6, 15:7, 13:15, 15:10); Камерун — Аргентина 3:1 (15:7, 15:12, 14:16, 15:13); Франция — Югославия 3:2 (13:15, 15:4, 15:12, 13:15, 16:14).

#### Группа В
10—15.05.1992. Роттердам (Нидерланды).
| М | Команда    | 1   | 2   | 3   | 4   | 5   | 6   | И | В | П | С/П  | О |
| - | ---------- | --- | --- | --- | --- | --- | --- | - | - | - | ---- | - |
| 1 | Польша     |     | 3:0 | 3:2 | 1:3 | 3:0 | 3:0 | 5 | 4 | 1 | 13:5 | 9 |
| 2 | Нидерланды | 0:3 |     | 3:2 | 3:0 | 3:0 | 3:0 | 5 | 4 | 1 | 12:5 | 9 |
| 3 | Болгария   | 2:3 | 2:3 |     | 3:0 | 3:1 | 3:0 | 5 | 3 | 2 | 13:7 | 8 |
| 4 | Китай      | 3:1 | 0:3 | 0:3 |     | 3:0 | 3:0 | 5 | 3 | 2 | 9:7  | 8 |
| 5 | Египет     | 0:3 | 0:3 | 1:3 | 0:3 |     | 3:0 | 5 | 1 | 4 | 4:12 | 6 |
| 6 | Перу       | 0:3 | 0:3 | 0:3 | 0:3 | 0:3 |     | 5 | 0 | 5 | 0:15 | 5 |

10 мая: Болгария — Перу 3:0 (15:1, 15:7, 15:4); Нидерланды — Китай 3:0 (15:5, 15:11, 15:12); Польша — Египет 3:0 (15:6, 15:10, 15:11).
11 мая: Болгария — Китай 3:0 (15:5, 16:14, 15:3); Нидерланды — Египет 3:0 (15:5, 15:4, 15:0); Польша — Перу 3:0 (15:3, 15:2, 15:6).
12 мая: Польша — Нидерланды 3:0 (15:13, 16:14, 15:10); Китай — Перу 3:0 (15:6, 15:8, 15:3); Болгария — Египет 3:1 (15:6, 15:13, 11:15, 15:4).
13 мая: Польша — Болгария 3:2 (15:8, 15:12, 12:15, 5:15, 15:9); Китай — Египет 3:0 (16:14, 15:8, 15:9); Нидерланды — Перу 3:0 (15:3, 15:3, 15:2).
14 мая: Египет — Перу 3:0 (15:9, 15:6, 15:6); Китай — Польша 3:1 (15:10, 11:15, 15:10, 15:10); Нидерланды — Болгария 3:2 (15:8, 3:15, 15:17, 15:4, 15:12).
ФИНАЛ. 15 мая. Нидерланды — Польша 3:0 (15:11, 15:12, 15:6).

### Итоги
По итогам олимпийской квалификации среди мужских команд две вакантные путёвки на Олимпийские игры 1992 года получили победители отборочных групп — Франция и Нидерланды.

## Женщины
Среди женщин отдельного квалификационного турнира не проводилось. 8 олимпийских путёвок получили следующие команды:
 Испания — хозяин Олимпиады;
 СССР — чемпион мира 1990 года;
 Нидерланды — по итогам чемпионата Европы 1991 года (серебряный призёр);
 Китай — чемпион Азии 1991 года;
 Куба — чемпион Северной, Центральной Америки и Карибского бассейна 1991 года;
 Бразилия — чемпион Южной Америки 1991 года;
 США — по итогам Кубка мира 1991 года (лучшая из не имевших олимпийской путёвки команд);
 Япония — вместо африканской команды.